# المركز الليبي للاستشعار عن بعد وعلوم الفضاء
المركز الليبي للاستشعار عن بعد وعلوم الفضاء (LCRSSS) هي وكالة فضاء ليبية مقرها في مدينة طرابلس. أسست في أواخر سنة 1989.

## مهام المركز
يهدف المركز إلى اقتراح سياسات أولويات البحث العلمي في مجال التخصص ووضع البرامج البحثية والإشراف على تنفيذها، وبناء القدرات المتخصصة وتمكينها من المساهمة في برامج التنمية المستدامة من خلال نقل وتوطين التقنيات الفضائية بليبيا. بالإضافة إلى إعداد الخطط البحثية والعلمية ومتابعة تنفيذها، وتقديم المشورة العلمية في مجالات تخصصه والتعاون مع المراكز البحثية المناظرة والمنظمات والاتحادات الدولية المتخصصة.
ويعمل على 3 مجالات علمية رئيسية وهي:
1. مجال علوم الاستشعار عن بعد
2. مجال علوم الزلازل
3. مجال علوم الفلك والمراصد